# 許奉恩
許奉恩（？—1878年），字叔平，清桐城（今屬安徽）人。
远祖许道于明初由婺源迁居桐城黄华里。許丙椿之子。生年不詳。诗文皆知名，可惜一生科举不遇，長期以幕僚為業。咸豐三年（1853年），太平軍攻克安慶、樅陽，許奉恩到江蘇等地擔任清軍幕僚。同治元年（1862年）前往四川，在江良臣幕府中，随军参与镇压太平天國。光緒四年（1878年），病卒於武昌。生平好搜羅奇聞異事，著有《里乘》10卷。奉恩卒後，其妾杨氏携二子归扬州，不久杨氏亦卒。二子大莱和小莱皆未滿十歲，被拐賣至上海。